# Uttertjärnarna (Ströms socken, Jämtland, 711373-146254)
Uttertjärnarna är en sjö i Strömsunds kommun i Jämtland och ingår i Ångermanälvens huvudavrinningsområde.